# Volkspark Cottbus

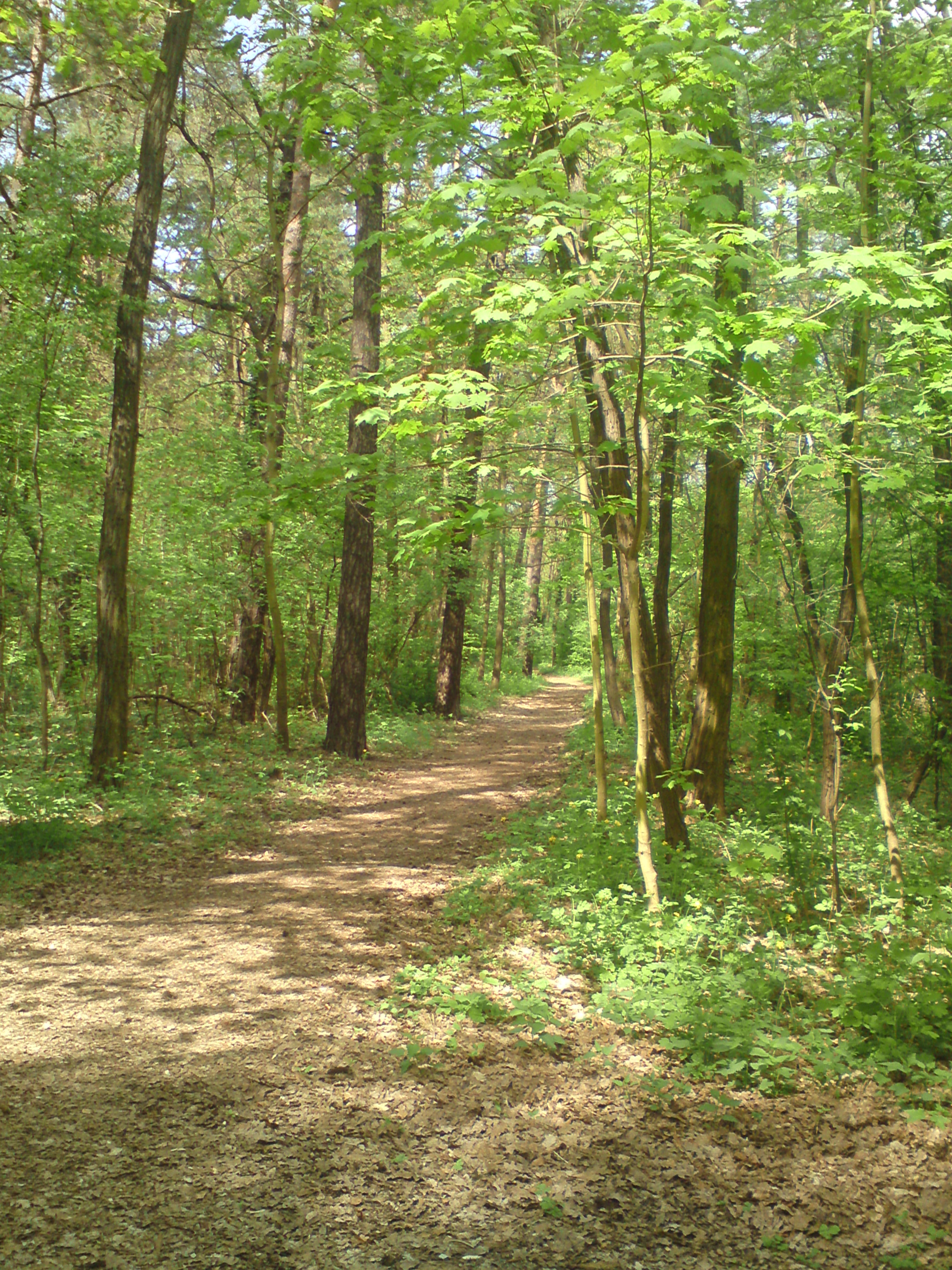
Volkspark

Der Cottbuser Volkspark befindet sich in der Nähe der großen Mühleninsel, direkt neben der Markgrafenmühle. Die vom Mühlgraben und der Spree eingeschlossene Insel ist mit ihrem Waldbestand ein günstig gelegenes, stadtnahes Walderholungsgebiet. Eine Weggabelung führt links auf den Naturlehrpfad, rechts befindet sich ein befestigter Rad-Wander-Weg. Beide Wege führen zum Kiekebuscher Wehr, zur Jubiläumsbrücke und zu einer Eisenbahnbrücke. Letztere sind Wegeverbindungen in die "Madlower Schluchten" und den Volkspark.

## Geschichte

### Zeit des Deutschen Kaiserreiches

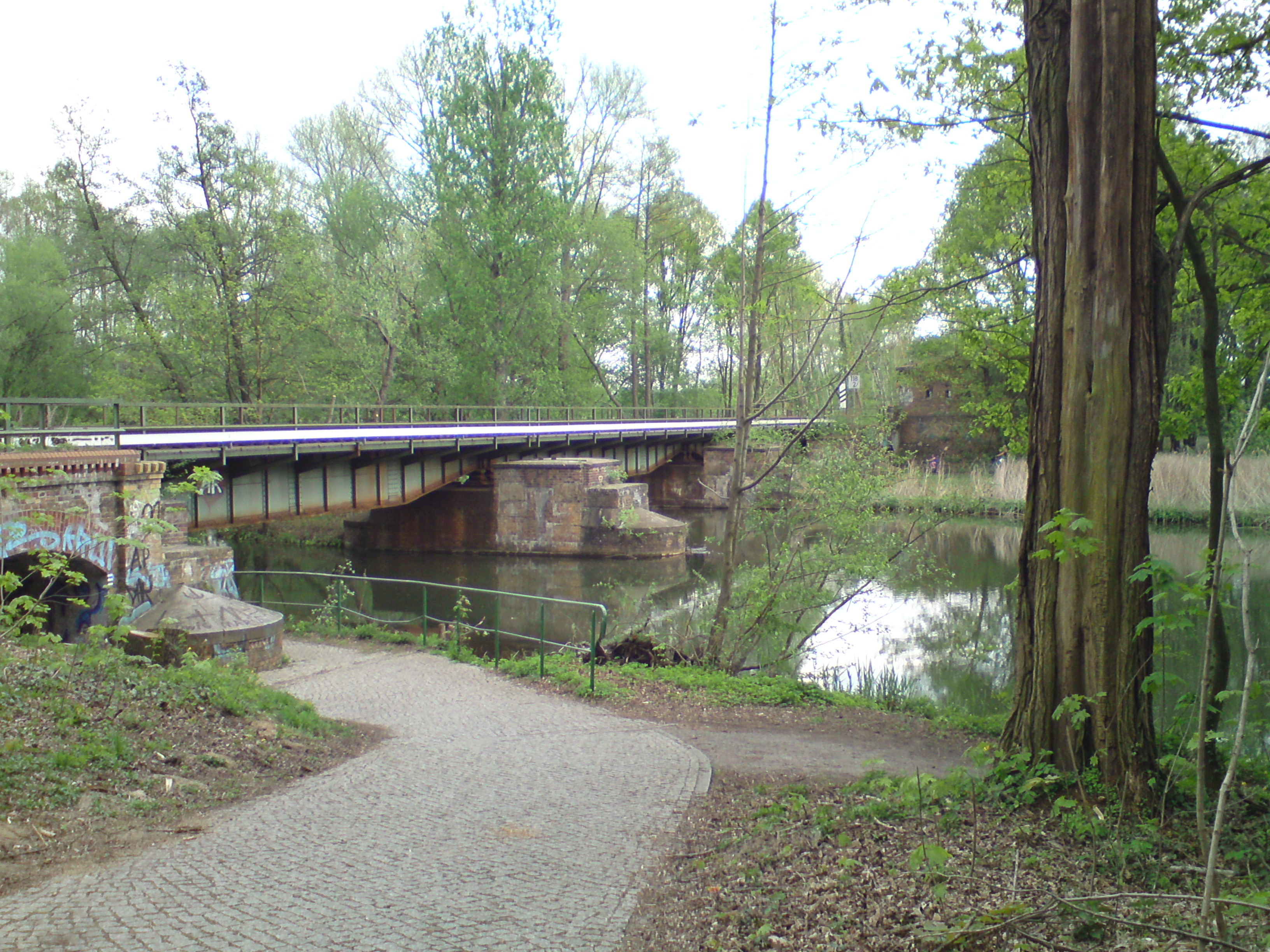
Eisenbahnbrücke

Durch den Bau der Eisenbahnlinie Cottbus-Görlitz 1864–66 erlangte das Areal des Volksparks an Bedeutung für die Stadt Cottbus. Im Jahr 1906 beschlossen die Stadtverordneten hier einen Waldpark anzulegen mit dem Namen „Kaiser-Wilhelm-Auguste-Viktoria-Hain“. Der Bürgermeister Paul Werner hat den Namen beantragt und bekam auch die Genehmigung. Im März 1909, als die Gestaltung der mit kargen Kiefern auf typisch märkischem Sandboden verwilderten „Madlower Heide“ begann, waren schon 21 Hektar aufwendig mit Mutterboden belegt. Das Ziel war eine Anpflanzung von Laubbäumen, die Schaffung eines guten Wegenetzes, die Einrichtung von drei Tummelplätzen einschließlich Schutzhütten zum Unterstellen sowie die Aufstellung von rund 200 Bänken. Kies und Sand wurden am diesseitigen Ufer der Spree zur Aufschüttung des Gleiskörpers entnommen. Die Gewinnung des Bodens führte zu den Vertiefungen entlang des Hochufers, die im Volksmund „Schluchten“ bezeichnet wurde. Der Arbeitsbeginn im Madlower Waldpark war für 1909 datiert, es erfolgte aber bereits 1906 eine intensive Vorbereitung durch die Stadtgartenverwaltung. Eine treibende Kraft war der Stadtgartendirektor J. Kurfeß, der den Inspektor des neu eröffneten Südfriedhofs Gluhm beauftragte, den Gestaltungsvorschlag auszuarbeiten. Die privaten bäuerlichen Flächen wurden kurzerhand in Anspruch genommen. Da die Eigentümer nicht verkaufen wollten, zog der Magistrat das Enteignungsgesetz von 1874 heran, das vom Bezirksausschuss Frankfurt/Oder bestätigt wurde. Da der Gemeindevorsteher von Madlow und die Rezessinteressenten der sogenannten „Hüfnergenossenschaft“ keine Zustimmung abgaben, versuchten es die Stadtverordneten durch Beschluss von 1906 mit dem „zugeworfenen Zuckerbrot“, Madlow an das städtische Gasnetz anzuschließen. Seitdem waren acht Gaslaternen der „Stolz“ der Madlower. Gluhms Gestaltungsideen, den zögerlichen Übergang aus den melancholischen Kiefernwald zur weiteren Wiesenfläche und durch Wasserläufe in den Madlower Schluchten mit Sträuchern und Laubbäumen zu entfalten, wurden schnell Grenzen gesetzt. Und zwar, weil die Wachstumsbedingungen im nördlichen Kiefernwald ungünstig waren, daher wurde lange Zeit für den gewünschten Anwuchs des Unterholzes benötigt. Es wurden laut Verwaltungsbericht 1912 für eine 70,94 Hektar große Fläche 5588,50 Mark für die Umgestaltung der Schluchten zu Teichen investiert. Die Gestaltungsideen von Kurfeß und Gluhm verblassten mit Bepflanzungsmisserfolgen. Die Teiche verödeten und bald konnte jeder durch den Volkspark kreuz und quer laufen. Die Parkbenennung „Kaiser-Wilhelm-Auguste-Viktoria-Hain“ hatte auch seinen Widerruf. Der Cottbuser Verschönerungsverein führte die Bezeichnung „Volkspark“ ein. Im Sprachgebrauch wurde die Bezeichnung „Volkspark“ schnell gewöhnlich und nach der Beendigung des Deutschen Kaiserreiches 1918 offiziell.

### Nach dem Ersten Weltkrieg

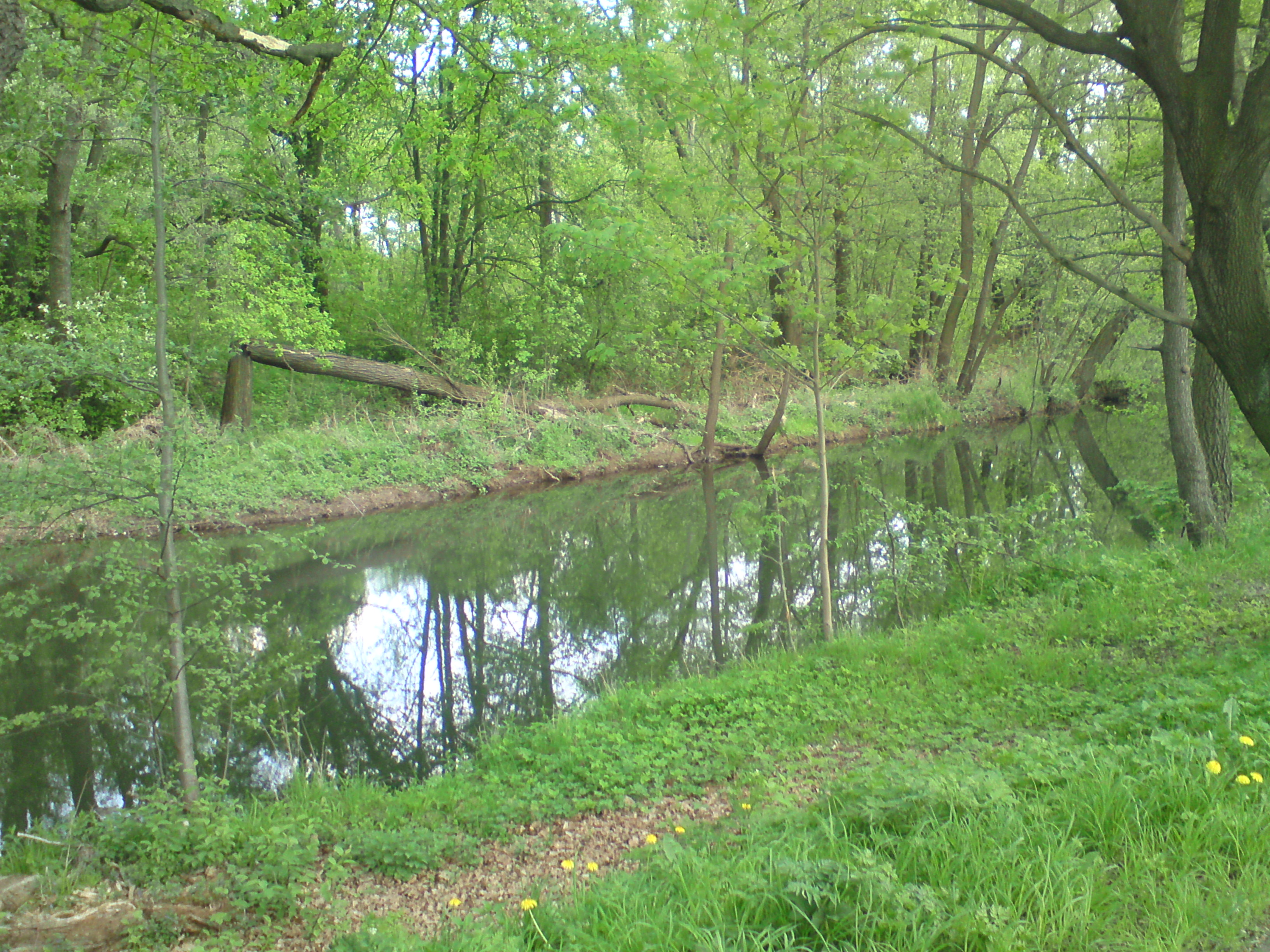
Die Spree im Volkspark

Am Ende des Ersten Weltkrieges war der Volkspark in seinem Baumbestand stark dezimiert, deshalb wurden nach dem Ersten Weltkrieg erneut Anstrengungen unternommen, um den Volkspark ergrünen zu lassen. So wurde das nördliche Waldgebiet von 1924 bis 1930 mit Laubgehölzen, wie Robinien und Eichen, nachbepflanzt. Diese zeigten bessere Anwuchserfolge. Im Mittelteil, auf gepflegten Wegen gehend, traf man auf drei so genannte Tummelplätze, deren besondere Anziehungspunkte die Schutzhütten waren. Auch im südlichen Teil der Schluchten, die bis 1925 gestaltet wurden, grünte und blühte es nun. Vor allem gefiel die „Nordische Hütte“ mit ihrem Spitzgiebel und den am First gekreuzten Schlangenköpfen. Auf dem 40 Quadratmeter großen Teich, der daneben lag, blühten Teichrosen. Besondere Anziehungspunkte des Volksparks waren kleine Bauwerke wie der strohbedeckte Pilz (ähnlich dem im Branitzer Park) und ein aus Klinkern gebauter Pavillon. Die Teiche waren betoniert und miteinander verbunden. Anderseits schafften die Pumpen nicht die erforderlichen Wassermengen – das kostenintensive Rohrnetz verrottete. Die sandigen Höhen waren durch gärtnerische Kunst zu einem Volkspark geworden.

### Während des Nationalsozialismus
Nach der faschistischen Machtergreifung wurde es im Volkspark immer unruhiger. Die gärtnerische Pflege ließ nach und die Bänke und Unterstellmöglichkeiten wurden nur notdürftig erhalten. Das Walderholungsheim und der zur Einrichtung einer Waldschule errichtete Neubau wurde 1934 zu einer Hitlerjugend-Gebietsführerschule. Auch musste der Park in den 1940er Jahren ein Offizierbewerberdorf aufnehmen. In den letzten Tagen des Zweiten Weltkrieges wurden durch den „Volkssturm“ Verteidigungsstellungen ausgeschachtet. Im Winter 1945/46 sammelten die Cottbuser herumliegendes Holz, die Reste der Holzhütten wurden geborgen, um wenigstens für einige Stunden ein warmes Zimmer zu haben. Daran, den Volkspark zu erhalten, konnte in den ersten Jahren nach dem Zweiten Weltkrieg niemand denken, zu groß waren die materiellen Wunden, die der Krieg hinterlassen hatte.

### Während der DDR-Zeit
Im Jahr 1954 wurde der Volkspark zum Landschaftsschutzgebiet erklärt. Seit der Ausarbeitung des ersten Entwurfs eines Generalbebauungsplanes für die Stadt Cottbus in den Jahren 1964–1967 wurde die Entwicklung der Naherholung zielgerichteter betrieben. So erarbeiteten die Gartenarchitekten H. Rippl und Billerbeck eine Studie für den Volkspark. Die Untersuchung ergab, dass große Teile der Bevölkerung sich vor allem an den Wochenenden im Bereich der Spreezone erholten. Im Zusammenhang mit der weiteren Ausarbeitung des Generalbebauungs- und Verkehrsplanes entstand eine Entwicklungskonzeption, die sich mit den bestehenden, zu erneuernden und neu zu schaffenden Parks entlang der Spree beschäftigte. Es wurde nachgewiesen, dass sich im Südosten ein über 450 Hektar großes zusammenhängendes Waldgebiet befand, das für Naherholungszwecke geeignet sei. Der Volkspark gehörte mit zum Kern dieses geschlossenen Waldgebietes. Im Jahr 1962 wurde der südliche Teil der Madlower Schluchten zum Landschaftsschutzgebiet erklärt.

## Zum Badesee

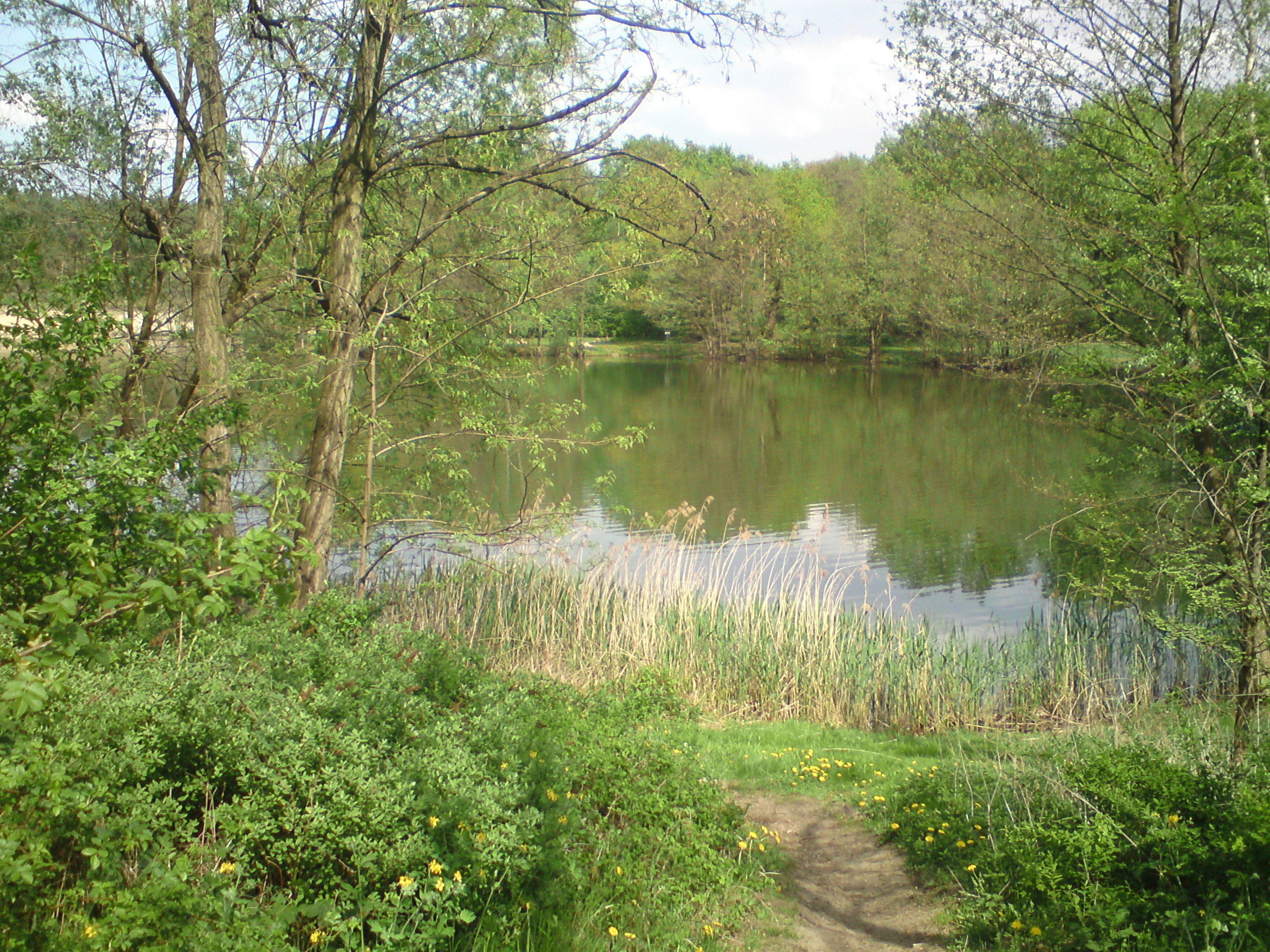
Madlower Badesee

Im Frühjahr 1969 begann an den südlich abfallenden Hügeln des Volksparks die Bodenentnahme von rund 350.000 m³ Erdgut für den Bau des Cottbuser Stadtringes. Die Wahl zur Erschließung einer derartigen Bodenentnahmestelle wurde zielgerichtet und weitsichtig getroffen. Eine aus damaliger Sicht sinnvolle Nachnutzung für diese Wunde der Landschaft war die Anlage eines Badesees mit einer Tiefe von 5 m. Zwei Raupenbagger mit den erforderlichen Hilfsgeräten, die das Erdreich in drei Schichten abtrugen, hoben den Boden von Nord nach Süd ab. Die Strandgestaltung rund um den Badesee war in erster Linie den Initiativleistungen der Cottbuser Betriebe, Bürgerinitiativen und vielen anderen freiwilligen Helfern der Stadt Cottbus zu verdanken. Unter dem Motto: „Cottbus schafft sich selbst seine Naherholung“ behandelte am 29. Oktober 1970 der Rat der Stadt Cottbus die Vorlage „Konzeption für die schrittweise Verwirklichung des Beschlusses des Staatsrates der DDR zur Entwicklung sozialistischer Kommunalpolitik“ vom 16. April 1970. Dabei wurde der Badesee „Madlower Schluchten“ als wichtigstes „Mach-mit“-Vorhaben erklärt. Zur einheitlichen Leitung des Vorhabens wurde ein „Komitee Naherholungszentrum Badesee Madlower Schluchten“ gebildet (4. Februar 1971).
Die planmäßigen Einsätze begannen am Sonnabend, dem 6. März 1971. Die Klettergerüste „Sandmännchens Segelschiff“ und „Leuchtturm“, eine als Krokodil gestaltete Kinderrutschbahn, eine ca. 5 × 5 m große verankerte Schwimmplatte und schwimmende Stege wurden gebaut bzw. zur Nutzung übergeben. Es entstand eine Rettungsstation mit Rettungsturm, eine WC-Anlage und eine Versorgungseinrichtung (Gaststätte). Auch das ehemalige Pumpenhaus wurde ausgebaut und mit einem Wetterschutzdach versehen, eine 30 m lange Bank wurde montiert und die Spielgeräte erhielten ihren endgültigen Standort. Ringsum den See wurden Holzbänke und -tische aufgestellt. Zu den weiteren Außenanlagen, die in diesem Zusammenhang entstanden, zählen der Parkplatz, die Beleuchtungsanlage und der Waldspielplatz. Die Eröffnung des Naherholungszentrums „Badesee Madlower Schluchten“ war am 20. Mai 1972.
Trotz günstiger Verkehrslage und guter Verkehrsanbindung ist der offizielle Badebetrieb zur Zeit eingestellt. Ökonomische und sicherheitstechnische Gründe machten dies erforderlich. Ein Baden auf eigene Gefahr ist aber nach wie vor möglich; einen Hinweis zum Badeverbot gibt es nicht.

## Jubiläumsbrücke

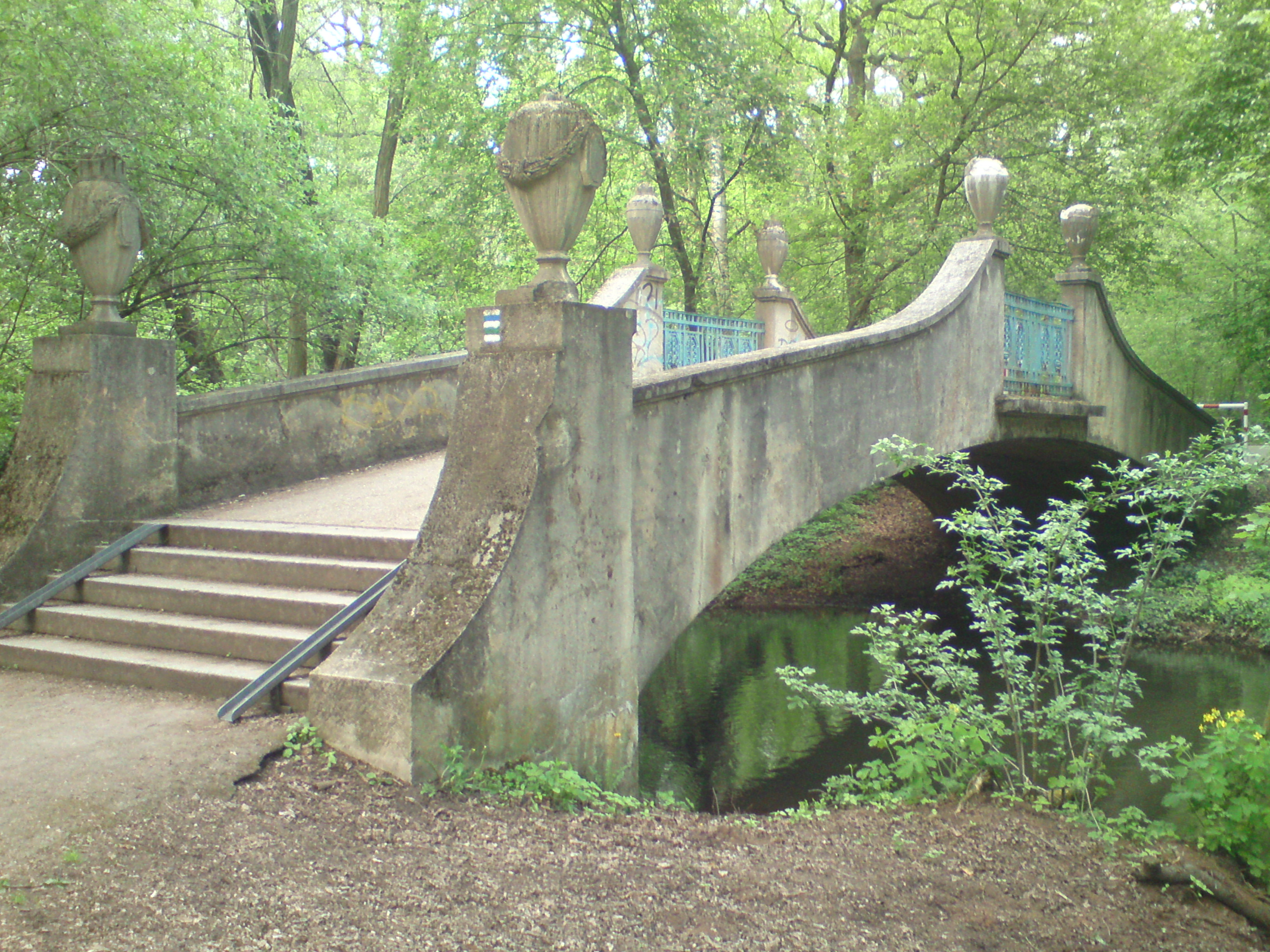
Jubiläumsbrücke

Die Jubiläumsbrücke über den Markgrafen-Mühlgraben wurde 1914 durch den Tuchfabrikbesitzer Rottke zum 25. Regierungsjubiläum Wilhelms II. gestiftet und vom Oberbürgermeisters Paul Werner eingeweiht. Im Jahr 2020 soll laut dem Entwurf des Verkehrsentwicklungsplans der Stadt Cottbus die Brücke saniert werden.